# Cubieboard

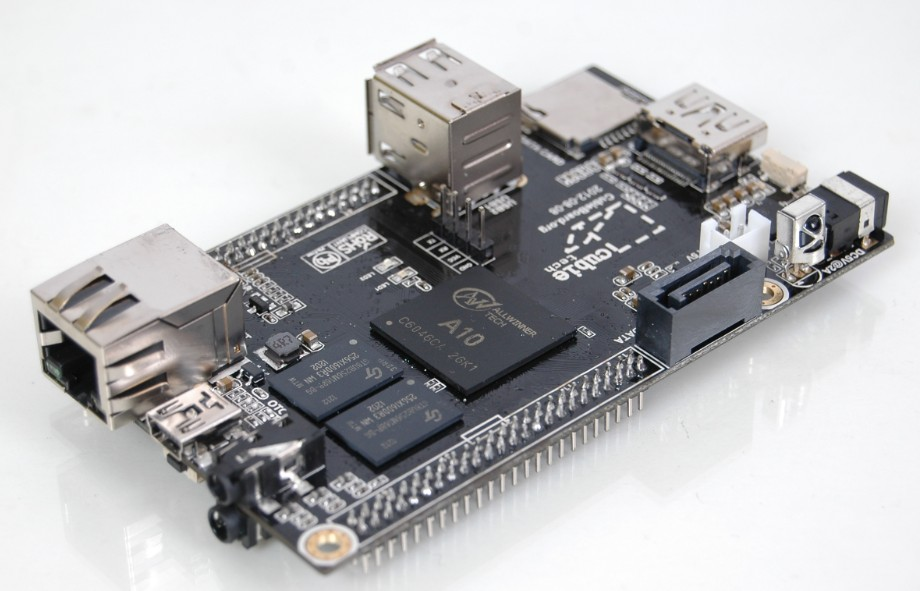
Fig.1 Circuit Cubieboard

Cubieboard és una família d'ordinadors monoplaca o SBC (acrònim en anglès de Single-Board Computer) de baix cost i de la mida d'una targeta de crèdit desenvolupat a Zhuhai, Guangdong, la Xina. La primera partida de producció va sortir el setembre del 2012.

## Sistemes operatius disponibles
| Sistema operatiu | Versió | Kernel Linux |
| ---------------- | ------ | ------------ |
| Android          | 4      |              |
| Ubuntu           | 12.04  |              |
| Fedora           | 19     |              |
| Arch Linux       |        |              |
| Debian           |        |              |
| OpenBSD          |        |              |

## Característiques tècniques
|               | Cubieboard1                         | Cubieboard2                      | Cubieboard3 Cubietruck                        | Cubieboard 4                                 | Cubieboard 5 Cubietruck Plus                            |
| ------------- | ----------------------------------- | -------------------------------- | --------------------------------------------- | -------------------------------------------- | ------------------------------------------------------- |
| CPU           | AllWinner A10 Cortex-A8 @ 1 GHz CPU | AllWinner A20                    | Allwinner A20 ARM Cortex-A7 @ 1 GHz dual-core | Allwinner A80 4x Cortex-A15 and 4x Cortex-A7 | Allwinner A80 ARM Cortex-A7 @ 2 GHz octa-core           |
| GPU           | Mali-400 MP                         | Mali-400 MP2                     | Mali-400 MP2                                  | PowerVR G6230 (Rogue)                        | PowerVR SGX544 @ 700 MHz                                |
| Memòria SRAM  | 1GiB DDR3                           | 1GiB DDR3                        | 2 GiB DDR3 @ 480 MHz                          | 2 GiB DDR3 @ 480 MHz                         | 2 GiB DDR3                                              |
| Memòria Flash | 4 GB NAND (interna) microSD SATA    | 4 GB NAND (interna) microSD SATA | 8 GB NAND (interna) microSD SATA 2.0          | 8 GB NAND (interna) microSD SATA 2.0         | 8 GB NAND (interna) microSD SATA 2.0                    |
| Xarxes        | Ethernet 10/100                     | Ethernet 10/100                  | Ethernet 10/100/1000 Wi-Fi Bluetooty          | Ethernet 10/100/1000 Wi-Fi Bluetooty         | Ethernet 10/100 Wi-Fi (dual-radio 2.4, 5 GHz) Bluetooth |
| Vídeo         | HDMI                                | HDMI                             | HDMI                                          | HDMI                                         | HDMI 1.4, DisplayPort                                   |
| USB           | 2x USB Host, 1x USB OTG             | 2x USB Host, 1x USB OTG          | 2x USB Host, 1x USB OTG                       | 2x USB Host, 1x USB OTG 3.0                  | 2x USB Host, 1x USB OTG                                 |
| GPIO          | 96 pins amb I²C, SPI, LVDS          | 96 pins amb I²C, SPI, LVDS       | 54 pins amb I²C, SPI                          | 54 pins amb I²C, SPI                         | 70 pins amb I²C, SPI                                    |